# Atheena
Pour les articles homonymes, voir Athena (homonymie).
Atheena, de son vrai nom Maguette Niang, est une chanteuse française d'origine sénégalaise.
Mélant le français et le wolof dans ses chansons dès ses débuts de carrière comme chanteuse de R&B, elle continue de le faire dans le nouveau genre afropop dans lequel elle évolue depuis 2015. Son premier single dans ce nouveau genre, "Épouse-moi (Takama Takama)", sorti en 2016 rencontre un fort succès radio au Sénégal, ainsi que dans l’ensemble de l’Afrique de l’Ouest.

## Biographie
Atheena émerge dans les années 2000 comme choriste de nombreux rappeurs dont Disiz qui la fait poser sur trois  titres de son répertoire. Entre 2009 et 2012 Atheena collabore aux albums de nombreux artistes parmi lesquels Bisso Na Bisso, Fababy, Kamelanc, Lacrim ainsi que sur deux titres de l'album Dans ma grotte de Mister You, certifié disque de platine en France en 2012.
Atheena chante aussi bien en français qu'en wolof. Au Sénégal, elle s'est fait connaître sur le titre Shody de Da Brains, leader de la scène rap sénégalais. 
Le 2 juin 2012 sort le premier EP d'Atheena : Prelude sur Olympe Music, son propre label. Le premier extrait, Rockstar est remixé par Six Coups MC. Sur le titre Franco-senegalaise, Atheena affirme son identité d'enfant d'immigrés et s'initie déjà au mélange des sonorités R&B et afro. Atheena s'éloigne ensuite de la scène musicale pour se consacrer à son activité de youtubeuse beauté et explorer d'autres sonorités.

### Années Afropop (2014-Présent)
Atheena fait un retour à la chanson fin 2014 avec les singles Sans toi et Goodbye Paris. Les percussions,  l'univers, et le retour du wolof annoncent le virage musical afropop qu'Atheena prend en 2016 quand elle intègre davantage d'afrobeat et de wolof à son métissage musical. Sa chaîne youtube Nounette Afrostyle connaît le succès comme chaîne beauté noire francophone. 
En 2016, Atheena sort Épouse-Moi (Takama Takama), son premier single dans son nouveau style, Le titre est un succès au Sénégal où il est en diffusion sur plusieurs TVs et radios. 
Atheena sort trois autres singles : Amis (en duo avec le chanteur Guinéen Soul Bang's), Africa (en duo avec le chanteur sénégalais Admow Flow) et Validé, des titres en rotation sur Africa 1. Ces titres métissent les influences musicales héritées de sa double culture française et sénégalaise. Atheena y affirme l'identité qui caractérise les descendants d'immigrants ouest-africains en France : "Je suis née en France, de parents sénégalais / Depuis mon enfance, pas de frontière dans mon allée / Mon cœur balance entre les deux / J'ai choisi le bon et le mieux ".  
En 2018, Elle sort son nouveau single Toi même tu sais. Le single est un nouveau titre afropop où Atheena affirme son identité franco-sénégalaise dans un registre Afro urbain. Le titre est produit par CGg Flow, Run Hit et Opale Publishing. C'est le nouveau générique de la chaîne beauté youtube d'Atheena. 
Atheena sort son EP intitulé "C'est la vie" le 15 août 2020. Celui-ci comprend 6 titres dont 5 inédits.